# James M. Moody

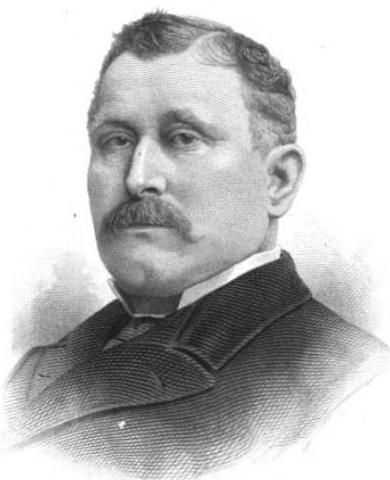
James M. Moody

James Montraville Moody (* 12. Februar 1858 bei Robbinsville, North Carolina; † 5. Februar 1903 in Waynesville, North Carolina) war ein US-amerikanischer Politiker. Zwischen 1901 und 1903 vertrat er den Bundesstaat North Carolina im US-Repräsentantenhaus.

## Werdegang
Noch in seiner Jugend kam James Moody mit seinen Eltern in das Haywood County, wo er die öffentlichen Schulen und die Waynesville Academy besuchte. Außerdem studierte er am Candler College im Buncombe County. Nach einem anschließenden Jurastudium und seiner 1881 erfolgten Zulassung als Rechtsanwalt begann er in Waynesville in diesem Beruf zu arbeiten. Politisch war Moody Mitglied der Republikanischen Partei. In den Jahren 1888, 1892, 1896 und 1900 war er Delegierter auf den regionalen republikanischen Parteitagen in seinem Heimatstaat. Zwischen 1886 und 1900 war Moody Staatsanwalt im zwölften Gerichtsbezirk von North Carolina. Von 1894 bis 1896 gehörte er dem Staatssenat an. In den Jahren 1896 und 1900 war er Delegierter zu den Republican National Conventions, auf denen jeweils William McKinley als Präsidentschaftskandidat nominiert wurde.
Während des Spanisch-Amerikanischen Krieges war James Moody Major und Leiter der Proviantversorgung (Chief Commissary) der Kriegsfreiwilligen. Bei den Kongresswahlen des Jahres 1900 wurde er im neunten Wahlbezirk von North Carolina in das US-Repräsentantenhaus in Washington, D.C. gewählt, wo er am 4. März 1901 die Nachfolge von Richmond Pearson antrat. Dieses Mandat konnte er bis zu seinem Tod am 5. Februar 1903 ausüben.